# Chiến tranh Mông Cổ – Cao Ly
Chiến tranh Mông Cổ - Cao Ly (1231 - 1273) là cuộc xâm lăng Vương quốc Cao Ly (vương triều cai trị bán đảo Triều Tiên từ năm 918 đến năm 1392) của Đế quốc Mông Cổ. Cuộc chiến bao gồm 6 chiến dịch lớn của quân Mông Cổ gây thiệt hại nặng nề cho thường dân khắp bán đảo Triều Tiên. Kết quả cuối cùng, Cao Ly đã đầu hàng và trở thành một nước chư hầu của Mông Cổ trong khoảng 80 năm.

## Các chiến dịch ban đầu
Vào năm 1225, dưới triều vua Cao Tông (trị vì từ 1213-1259), vị vua thứ 23 của nhà Cao Ly, Đế quốc Mông Cổ gởi sứ giả đến Cao Ly yêu cầu cống nộp nhưng Cao Ly từ chối, đồng thời còn giết chết sứ giả của Mông Cổ là Trứ Cốc Dư (Chu-ku-yu - 箸告與).
Lấy cớ đó, năm 1231, Đại Hãn Oa Khoát Đài hạ lệnh xâm lược Cao Ly như là một phần của chiến dịch chiếm Trung Hoa. Quân Mông Cổ thiện chiến được đặt dưới sự chỉ huy của tướng Tát Lễ Tháp (Saritai - 撒禮塔) đã vượt sông sông Áp Lục (Aprok hay Yalu, 압록, 鴨綠) và nhanh chóng nhận được sự quy hàng của thị trấn vùng biên Nghĩa Châu (Uiju, 의주, 義州). Thừa tướng Thôi Vũ (Choe U, 최우, 崔瑀) ra lệnh tổng động viên để tăng cường quân lực, chủ yếu gồm bộ binh để chống đỡ quyết liệt với quân Mông Cổ ở An Châu (Anju, 안주, 安州) và Quy Thành (Guseong, 구성, 龜城) nhưng cuối cùng cũng để mất An Châu vào tay quân Mông Cổ.
Trong trận tấn công Quy Thành, Tát Lễ Tháp dàn trận bằng một loạt các loại vũ khí công thành hòng bẻ gãy sự phòng thủ của quân Cao Ly. Hàng dãy các loại máy bắn đá và kim loại nóng chảy vào tường thành. Triển khai các toán quân đột kích vào thành dùng các tháp công thành và thang leo. Quân Mông Cổ còn dùng xe bò đốt lửa tông thẳng vào cổng thành bằng gỗ và đào đường hầm luồn qua tường thành. Tuy nhiên, loại vũ khí khủng khiếp nhất được sử dụng trong trận chiến này phải kể đến là bom lửa có chứa mỡ người được nấu chảy và đun sôi. Mặc dù thực tế quân Mông Cổ đông hơn gấp bội nhưng sau hơn 30 ngày công thành dữ dội vẫn không buộc được quân Cao Ly đầu hàng nên quân Mông Cổ đã phải rút lui bỏ lại các xác chết còn treo lơ lửng trên tường thành. Sau trận chiến, một vị lão tướng Mông Cổ đã phải thốt lên "...Ta chưa từng chứng kiến [thành nào] chịu sự tấn công như vậy mà cuối cùng lại không qui phục".
Nản lòng vì thất bại trong trận công thành, Tát Lễ Tháp đổi chiến thuật, dùng lực lượng cơ động tinh nhuệ vượt qua tuyến đầu của quân Cao Ly, và chiếm được kinh đô Khai Thành (Gaeseong, 개성, 開城). Các toán quân Mông Cổ còn tiến đến tận Trung Châu (Chungju, 충주, 忠州) thuộc miền trung bán đảo Triều Tiên. Khi quân Mông Cổ vào Trung Châu, các tướng chỉ huy quân Cao Ly bỏ chạy, nhưng nhà sư Ubon cùng Trì Quang Thủ (Ji Gwang-su, 지광수, 池光守) đã tập hợp dân quân chiến đấu và đánh tan quân Mông.
Với sự thất thủ kinh đô Khai Thành, quân Cao Ly nhận thấy không thể tiếp tục chiến đấu chống lại quân Mông Cổ nên xin nghị hòa và phải cống nạp cho người Mông Cổ 10.000 bộ da rái cá, 20.000 con ngựa, 10.000 súc lụa, quần áo cho 1 triệu binh sĩ cùng với rất nhiều trẻ em, thợ thủ công để làm nô lệ và đầy tớ cho đế chế Mông Cổ. Tướng Tát Lễ Tháp bắt đầu rút đại quân lên miền bắc vào mùa xuân năm 1232, để lại 72 quan chức cai trị người Mông Cổ, đóng ở nhiều tỉnh thành khác nhau ở vùng tây bắc bán đảo Triều Tiên để đảm bảo Cao Ly tuân thủ các điều khoản nghị hòa.
Năm 1232, bất chấp lời thỉnh cầu của vua Cao Tông (Gojong, 고종, 高宗) và các lão thần trong triều, Thôi Vũ ra lệnh cho toàn thể vua quan trong triều và phần lớn cư dân Khai Thành di dời đến đảo Giang Hoa (Ganghwa, 강화, 江華) nằm trong vịnh Kinh Kỳ (Kyŏnggi, 경기, 京畿). Ông cho xây dựng nhiều tuyến phòng thủ quan trọng để chuẩn bị đối phó mối đe dọa từ người Mông Cổ. Thôi Vũ khai thác điểm yếu cơ bản của quân Mông Cổ là sợ biển. Triều đình trưng dụng toàn bộ các loại tàu thuyền sẵn có để vận chuyển quân nhu và binh sĩ ra đảo Giang Hoa. Cuộc di tản quá đột ngột đến nỗi ngay bản thân vua Cao Tông cũng phải nghỉ đêm tại một thôn điếm trên đảo. Triều đình còn ra lệnh cho dân chúng ở các thành thị và cửa ải quan trọng hay ở gần ngoài khơi các hòn đảo thu dọn nhà cửa trốn về miền quê. Bản thân đảo Giang Hoa đã là một pháo đài phòng thủ vững chắc cộng thêm một số pháo đài nhỏ hơn được xây dựng trên đảo phía hướng về đất liền và một bức tường kép được xây dựng băng ngang dãy núi Văn Thù (Munsusan, 문수산, 文殊山).
Đáp lại động thái này của Cao Ly, Mông Cổ lập tức phát động cuộc tấn công thứ hai. Quân Mông Cổ do phản thần Hồng Phúc Nguyên (Hong Bok-won, 홍복원, 洪福源) chỉ huy đã chiếm được phần lớn miền bắc bán đảo Triều Tiên. Quân Mông Cổ cũng đã tiến xa đến nhiều nơi ở phía nam bán đảo nhưng đã thất bại trong nỗ lực chiếm đảo Giang Hoa mặc dù chỉ cách bờ biển vài cây số, đồng thời còn bị đẩy lùi tại Quang Châu (Gwangju, 광주, 光州). Trong chiến dịch này, tướng Mông Cổ Tát Lễ Tháp đã bị nhà sư Kim Doãn Hầu (Kim Yun-Hu, 김윤후, 金允侯) giết chết ngay tại chiến trường trong một trận chống trả ác liệt của dân quân tại Xứ Nhân (Cheoin, 처인, 處仁) gần Long Nhân (Yongin, 용인, 龍仁), buộc quân Mông Cổ phải rút lui một lần nữa.

## Chiến dịch lần thứ ba và hòa ước lần thứ hai
Năm 1235, quân Mông Cổ bắt đầu một chiến dịch tàn phá một số vùng thuộc các tỉnh Khánh Thượng (Gyeongsang, 경상, 慶尙) và Toàn La (Jeolla, 전라, 全羅). Tuy nhiên, quân Mông Cổ vấp phải sự kháng cự mạnh mẽ của dân thường. Triều đình tại đảo Giang Hoa cũng cố gắng củng cố sức mạnh phòng thủ của các thành trì. Quân Cao Ly đã giành được nhiều chiến thắng quan trọng nhưng quân đội chính quy và lực lượng nghĩa binh (Uibyeong, 의병, 義兵) không thể chống đỡ nổi các cuộc tấn công dồn dập của quân Mông Cổ.
Sau khi thất bại trong việc đánh chiếm đảo Giang Hoa và các quan ải trên đất liền của Cao Ly, quân Mông Cổ bắt đầu đốt phá các cánh đồng trồng trọt nhằm gây ra nạn đói cho dân thường. Khi một số thành của Cao Ly cuối cùng phải đầu hàng, quân Mông Cổ cho xử tử ngay tất cả những ai đã từng chống lại họ.
Năm 1238, Cao Ly giảm sức kháng cự và xin nghị hòa. Quân Mông Cổ đồng ý rút lui, đổi lại Cao Ly phải đồng ý cử người trong vương tộc làm con tin. Tuy nhiên, Cao Ly đã gởi một thành viên không thuộc vương tộc. Tức giận, Mông Cổ đã yêu cầu cấm tàu thuyền của Cao Ly hoạt động trong các vùng biển, triều đình Cao Ly phải tái định đô trong đất liền, giao nộp các quan lại chống Mông Cổ và tiếp tục yêu cầu gởi con tin thuộc vương tộc. Đáp lại, Cao Ly chỉ phái một vị công nương có họ xa và 10 đứa trẻ thuộc vương tộc làm con tin, còn các yêu cầu khác đều từ chối.

## Các chiến dịch lần thứ tư và lần thứ năm
Vào năm 1247, quân Mông Cổ phát động chiến dịch lần thứ tư chống Cao Ly, họ lặp lại yêu cầu Cao Ly dời đô về lại Khai Thành và giao người trong vương tộc làm con tin. Khả Hãn Quý Do giao cho A Mô Khản (Amuqan, 阿母侃) cầm quân đánh Cao Ly và quân Mông Cổ hạ trại gần Diễm Châu (Yeomju, 염주, 鹽州) vào tháng 7/1247. Sau khi vua Cao Tông từ chối dời đô từ đảo Giang Hoa về lại Khai Thành, A Mô Khản đã cho quân tàn phá, cướp bóc khắp bán đảo Triều Tiên. Tuy nhiên, vào năm 1248, Quý Do qua đời, quân Mông Cổ lại rút lui nhưng việc cướp bóc vẫn tiếp diễn mãi cho đến năm 1250.
Đến năm 1251, Mông Ca lên ngôi Khả Hãn (Khagan, 可汗), người Mông Cổ lặp lại yêu cầu Cao Ly dời đô và giao con tin. Mông Ca phái sứ giả đến Cao Ly thông báo lễ đăng quang của ông, đồng thời yêu cầu vua Cao Tông đích thân triều kiến và vua quan nhà Cao Ly phải rời đảo Giang Hoa về lại Khai Thành. Tuy nhiên, triều đình Cao Ly viện cớ nhà vua già yếu không thể đi xa được để từ chối triều kiến. Mông Ca lại tiếp tục phái sứ giả đặc trách đến Cao Ly. Tuy đoàn sứ giả được vua quan nhà Cao Ly tiếp đãi nồng hậu nhưng họ vẫn chỉ trích triều đình Cao Ly xui vua không tuân lệnh Khả Hãn Mông Ca. Mông Ca hạ lệnh cho hoàng tử Dã Cổ (Yaku, 也古 hay Dã Quật - 也窟) cầm quân tiến đánh Cao Ly. Tuy nhiên, một viên quan người Triều Tiên phục vụ trong triều đã thuyết phục Mông Ca chỉ nên bắt đầu cuộc chiến vào tháng 7/1253.
Vào tháng 7/1253, Dã Cổ, cùng với A Mô Khản xuất quân, yêu cầu triều đình Cao Ly đầu hàng. Triều đình Cao Ly khước từ nhưng không kháng cự mà tập họp nông dân ẩn trốn trong các quan ải trên núi và trên các hòn đảo ngoài khơi. Cùng với các tướng lĩnh Cao Ly đã gia nhập hàng ngũ quân Mông Cổ, Trác Khắc Nhi Đái (Jalairtai Qorchi - 札克儿带 hoặc Xa La Thái - 车罗大) đã cướp phá khắp bán đảo Triều Tiên. Khi Dã Cổ phái sứ giả đến Giang Hoa, vua Cao Tông đã gặp riêng sứ giả tại Thăng Thiên Phủ (Seung Cheon-bu, 승천부, 昇天府) là cung điện mới của nhà vua. Cuối cùng vua Cao Tông cũng đồng ý dời đô trở về đất liền và phái con trai (con ghẻ) là An Khánh Công (Angyeonggong, 안경공, 安慶公) làm con tin. Thỏa mãn được các yêu sách, quân Mông Cổ đồng ý đình chiến vào tháng 01/1254.

## Chiến dịch lần thứ sáu và tái lập hòa bình
Quân Mông Cổ sau đó biết được rằng các quan lại cấp cao của Cao Ly vẫn ở đảo Giang Hoa và trước đó đã trừng phạt những ai thỏa hiệp với Mông Cổ. Giữa năm 1253 và 1258, Quân Mông Cổ dưới sự chỉ huy của Trác Khắc Nhi Đái đã thực hiện bốn cuộc xâm lăng có tính chất hủy diệt trong một chiến dịch thành công cuối cùng chống lại Cao Ly.
Mông Ca phát hiện con tin không phải là vương tử mang dòng máu vương tộc Cao Ly nên đã khiển trách triều đình Cao Ly vì đã lừa dối ông và giết chết cả gia đình Lý Hinh (I Hyeong, 이형, 李馨) là một viên tướng tài người Triều Tiên trong quân đội Mông Cổ. Tướng Trác Khắc Nhi Đái tàn phá hầu khắp nước Cao Ly và bắt 206.800 tù nhân vào năm 1254. Nạn đói kém và sự tuyệt vọng đã buộc người nông dân phải đầu hàng quân Mông Cổ. Quân Mông Cổ thành lập Thiên hộ sở (cơ quan hành chánh quản lý 1.000 hộ dân) tại Vĩnh Hưng (Yeongheung, 영흥, 永興) dùng quan lại sở tại. Họ ra lệnh cho hàng binh đóng thuyền để tấn công các đảo gần bờ biển kể từ năm 1255 trở về sau. Cuối cùng, người Mông Cổ cho tụ tập những tù nhân người Triều Tiên gồm khoảng 5.000 hộ vào một khu kiều dân tại bán đảo Liêu Đông. Vào năm 1258, nhà vua và viên quản gia nhà họ Thôi, Kim Ân Chân (Gim Eunjin, 김운진, 金殷真) dàn xếp một cuộc binh biến, ám sát người đứng đầu gia tộc họ Thôi và xin cầu hòa với quân Mông Cổ. Sau khi triều đình Cao Ly cử nhà vua tương lai, vua Nguyên Tông (Wonjong, 원종, 元宗), đến Mông Cổ làm con tin và hứa sẽ dời đô về lại Khai Thành, quân Mông Cổ rút khỏi miền trung bán đảo Triều Tiên.
Triều đình Cao Ly phân hóa thành hai phái: phái quan văn phản đối chiến tranh với Mông Cổ và phái quan võ, do gia tộc họ Thôi lãnh đạo, thì gây sức ép với triều đình để tiếp tục kháng chiến chống quân Mông Cổ. Tháng 3/1258, sau khi vị Tể Tướng độc tài Thôi Nghị bị phái quan văn sát hại, hòa ước Cao Ly - Mông Cổ được ký kết. Hòa ước thừa nhận sự duy trì quyền lực tối cao và văn hóa truyền thống của Cao Ly, hàm ý rằng người Mông Cổ từ bỏ việc sáp nhập Cao Ly dưới sự đô hộ trực tiếp của Mông Cổ và bằng lòng trao cho triều đình Cao Ly quyền tự trị nhưng nhà vua Cao Ly phải cưới một công chúa Mông Cổ làm hoàng hậu và chịu dưới quyền của Khả Hãn Mông Cổ

## Hậu quả
Tranh chấp nội bộ triều đình Cao Ly về việc nghị hòa với quân Mông Cổ vẫn tiếp diễn mãi đến năm 1270.
Từ thời Thôi Trung Hiến (Choe Chung-heon, 최충헌, 崔忠獻), Cao Ly đã bị áp đặt một thể chế độc tài quân sự, do quân đội riêng của gia tộc họ Thôi hùng mạnh thống trị. Một số các tướng lĩnh quân đội này đã lãnh đạo Cuộc khởi nghĩa Tam Biệt Sao (1270-1273) (Sambyeolcho, 삼별초, 三別抄) chống lại triều đình trên các hòn đảo ngoài khơi bờ biển phía nam bán đảo Triều Tiên.
Bắt đầu từ thời vua Nguyên Tông, trong gần 80 năm, Cao Ly là một nước đồng minh bị bắt buộc của nhà Nguyên - Mông Cổ. Mông Cổ và Cao Ly ràng buộc nhau bằng hôn nhân giữa các hoàng tử Mông Cổ với các công chúa Cao Ly và các hoàng tử Cao Ly với các công chúa Mông Cổ. Điển hình là Ki Hoàng Hậu (奇皇后 hay Hoàn Giả Hốt Đô - 完者忽都, tiếng Triều Tiên: 기황후), nguyên là một vị công chúa Cao Ly, đã trở thành Hoàng hậu nhà Nguyên sau hôn lễ với Hoàng đế Nguyên Huệ Tông (Nguyên Thuận Đế) và con trai của bà sau này là Hoàng đế Chiêu Tông của nhà Bắc Nguyên - Mông Cổ. Vua Trung Liệt Vương của Cao Ly cưới một vị công chúa con của Khả Hãn Hốt Tất Liệt... Các cuộc hôn nhân giữa nhà Nguyên và Cao Ly kéo dài trong suốt 80 năm.
Các viên chức giám trị người Mông Cổ (được gọi là darughachi, đạt lỗ hoa xích - 达鲁花赤, còn gọi là quan Chưởng Ấn) tại triều đình Cao Ly cũng được các ông vua trung thành và tử tế của Cao Ly chu cấp đầy đủ. Một phần của đảo Tế Châu (Cheju, 제주, 濟州) được chuyển đổi thành vùng thả ngựa ăn cỏ cho kỵ binh Mông Cổ đóng quân ở đây. Cho đến tận ngày nay, vẫn còn nhiều từ ngữ có nguồn gốc từ tiếng Mông Cổ còn được dùng ở đảo Tế Châu như màu sắc của ngựa, agibato - tiểu anh hùng và songgol - chim ưng. Triều đình Cao Ly tồn tại dưới sự chi phối của Nhà Nguyên - Mông Cổ cho đến khi Cung Mẫn Vương (Gongmin wang, 공민왕, 恭愍王) buộc các đơn vị đồn trú của quân Mông Cổ rút về nước bắt đầu vào những năm 1350.